# Informacja gospodarcza
Informacją gospodarczą w rozumieniu ustawy z dnia 9 kwietnia 2010 r. o udostępnianiu informacji gospodarczych i wymianie danych gospodarczych (Dz.U. z 2025 r. poz. 85) są dane dotyczące:
- podmiotu będącego osobą prawną lub jednostką organizacyjną nieposiadającą osobowości prawnej w zakresie:
  - oznaczenia
  - siedziby i adresu
  - numeru, pod którym podmiot wpisany jest do właściwego rejestru, wraz z oznaczeniem sądu rejestrowego
  - numeru identyfikacji podatkowej lub innego numeru identyfikacyjnego w przypadku osoby zagranicznej
  - numeru REGON
  - imion, nazwisk i numerów PESEL albo innych numerów identyfikacyjnych osób wchodzących w skład organów zarządzających, wspólników, prokurentów lub pełnomocników podmiotu
  - głównego przedmiotu działalności gospodarczej
- osoby fizycznej w zakresie:
  - imienia i nazwiska
  - adresu miejsca zamieszkania lub adresu do doręczeń lub adresu do doręczeń elektronicznych, o którym mowa w art. 2 pkt 1 ustawy z dnia 18 listopada 2020 r. o doręczeniach elektronicznych (Dz.U. z 2024 r. poz. 1045), zwanego dalej „adresem do doręczeń elektronicznych”, wpisanego do bazy adresów elektronicznych, o której mowa w art. 25 tej ustawy, zwanej dalej „bazą adresów elektronicznych”
  - numeru PESEL
  - serii i numeru dowodu osobistego lub innego dokumentu potwierdzającego tożsamość
- osoby fizycznej prowadzącej działalność gospodarczą w zakresie: 
  - imienia i nazwiska
  - numeru PESEL lub innego numeru potwierdzającego tożsamość
  - serii i numeru dowodu osobistego lub innego dokumentu potwierdzającego tożsamość
  - firmy
  - oznaczenia miejsca zamieszkania i adresu do doręczeń lub adresu, pod którym jest wykonywana działalność gospodarcza, lub adresu do doręczeń elektronicznych wpisanego do bazy adresów elektronicznych
  - numeru identyfikacji podatkowej (NIP) lub inny numer identyfikacyjnego w przypadku osoby zagranicznej, o której mowa w art. 3 pkt 5 lit. a ustawy z dnia 6 marca 2018 r. o zasadach uczestnictwa przedsiębiorców zagranicznych i innych osób zagranicznych w obrocie gospodarczym na terytorium Rzeczypospolitej Polskiej
  - numeru REGON, jeżeli został nadany
  - numeru właściwej ewidencji wraz z oznaczeniem organu ewidencyjnego lub numer właściwego rejestru wraz z oznaczeniem sądu rejestrowego w przypadku osoby zagranicznejj
  - imion i nazwisk pełnomocników, o ile zostali ustanowieni
  - głównego przedmiotu wykonywanej działalności gospodarczeJ
- zobowiązania pieniężneg w zakresieo:
  - tytułu prawnego
  - kwoty i waluty
  - kwoty zaległości
  - terminu powstania zaległości
  - stanu postępowań dotyczących zobowiązania, w tym informacji o orzeczeniach sądowych
  - informacji o kwestionowaniu przez dłużnika istnienia całości lub części zobowiązania
  - daty wysłania listem poleconym albo doręczenia dłużnikowi do rąk własnych albo na adres do doręczeń elektronicznych wpisany do bazy adresów elektronicznych wezwania do zapłaty, zawierającego ostrzeżenie o zamiarze przekazania danych do biura informacji gospodarczej, z podaniem firmy i adresu siedziby tego biura
  - informacji o zbyciu wierzytelności
  - informacji o przedawnieniu
  - innych informacji - przekazanych w trybie i na zasadach określonych w ustawie
- posłużenia się podrobionym lub cudzym dokumentem w zakresie:
  - nazwy dokumentu
  - serii i numeru dokumentu
  - daty wystawienia dokumentu
  - oznaczenia, siedziby i adresu podmiotu wskazanego w dokumencie jako jego wystawca
  - imienia i nazwiska osoby, której dokument dotyczy
  - okoliczności posłużenia się dokumentem
  - wskazania osoby lub organu, który stwierdził, że dokument jest podrobiony lub cudzy.

Obecnie działa 6 biur informacji gospodarczej. Są to:
Krajowe Biuro Informacji Gospodarczej, Krajowy Rejestr Długów BIG SA, InfoMonitor BIG SA, ERIF BIG SA (dawniej: KSV BIG SA), Krajowa Informacja Długów Telekomunikacyjnych BIG SA oraz Bisnode Międzynarodowe Biuro Informacji Gospodarzeczej SA. W przeszłości istniało jeszcze biuro InFoScore, jednak nie utrzymało się długo na polskim rynku (była to firma pochodzenia niemieckiego).
W celu uzyskania informacji z poszczególnych BIG należy do każdego z osobna się zgłosić, składając odpowiedni wniosek.